# Xoan rừng
Khổ sâm nam hay còn gọi sầu đâu cứt chuột (danh pháp khoa học: Brucea javanica) là một loài thực vật có hoa trong họ Thanh thất. Loài này được Carl Linnaeus miêu tả khoa học đầu tiên năm 1753 dưới danh pháp Rhus javanica. Năm 1928 Elmer Drew Merrill chuyển nó sang chi Brucea.

## Mô tả
Brucea javanica là cây bụi hay cây gỗ nhỏ cao tới 5 mét (20 ft). Các hoa nhỏ (đường kính 1,5–2 mm) màu từ trắng ánh lục tới đỏ ánh lục hay tía và mọc thành các chùy hoa. Hoa đực và hoa cái không mọc trên cùng một cây, làm cho nó là loài đơn tính khác gốc. Các bao phấn thường có màu đỏ. Ra hoa từ tháng 6 đến tháng 7 và tạo quả trong tháng 7 - 8. Mỗi quả là một quả hạch, dài tới 0,5 cm (0,2 in). Khi chín nó từ màu xanh chuyển thành vàng rồi xám đen và nhăn nheo khi khô đi. Hạt màu vàng ánh trắng và được màng dầu che phủ. Nó có các lá kép với 3–15 lá chét (thông thường 7–9) hình trứng hay hình trứng-mũi mác với mép có khía. Mỗi lá chét dài 20–40 xentimét (7,9–15,7 in) khi phát triển đầy đủ và nhọn mũi. Các lá được che phủ bằng các lông mịn, dễ thấy nhất tại khu vực gân lá và mặt dưới của lá. Tất cả các bộ phận của cây đều rất đắng.

## Phân bố và môi trường sống
Brucea javanica mọc tự nhiên từ Sri Lanka và Ấn Độ tới Trung Quốc, Đông Dương, Malesia, New Guinea và Australia. Môi trường sống của nó bao gồm các khu vực thoáng đãng, rừng thứ sinh và đôi khi cả các cồn cát, ở độ cao dưới 1.000 m. Tại Australia nó mọc như là cây gõ của tầng dưới tán, ở cao độ từ sát mực nước biển đến 500 mét (1.640 ft).

## Sử dụng y học
Quả của Brucea javanica được nhắc tới như là một loại thuốc với tên gọi 鸦胆子 (ya dan zi, nha đảm tử) trong chuyên khảo y văn Trung Hoa Bản thảo cương mục năm 1578. Nó chứa các hợp chất quassinoid gọi là bruceolid có tác dụng chống ung thư và ký sinh. Theo y học cổ truyền nó được dùng để điều trị bệnh lị và sốt rét, dù chưa có thử nghiệm lâm sàng nào được công bố xác nhận tính hiệu quả của các tình trạng này, mặc dù các nghiên cứu trong ống nghiệm chỉ ra hoạt tính chống sốt rét. Dạng nhũ tương dầu có thể tiêm của loài này đã được nghiên cứu tại Trung Quốc trong các thử nghiệm được kiểm soát để điều trị cho các bệnh nhân ung thư phổi kết hợp cùng hóa trị liệu, với các kết quả nhiều hứa hẹn. Tuy nhiên, các thử nghiệm chất lượng cao hơn là cần thiết để xác nhận công dụng này.